# 넥슨 카트라이더 리그 에볼루션

카트라이더 리그 에볼루션 공식 로고

넥슨 카트라이더 리그 EVOLUTION은 SPO TV 게임즈 카트라이더 리그의 세 번째 리그이며 기존 온게임넷에서 열렸던 리그를 포함하면 20번째 카트라이더 리그이다. 2015년 8월 1일에 개시하였다.

## 기간

### 예선

#### 1차 예선
- 일정 : 2015년 6월 4일 (목) ~ 2015년 6월 17일 (수)
- 방식 : 스피드 개인전 그랑프리 (속도 매우 빠름), 아이템 개인전 그랑프리 (속도 가장 빠름)

#### 2차 예선
- 참가 신청 기간 : 2015년 6월 18일 (목) ~ 2015년 6월 24일 (수)
- 당첨 팀 발표 : 2015년 6월 29일 (월)[2]
- 오프라인 예선 진행 : 2015년 7월 4일 (토), 5일 (일)
  - 각 날짜 오전 10시 ~ 종료시
- 방식 : 조별 16강 토너먼트 / 4:4 팀전 / 3세트 진행
  - 1세트 : 스피드전 (4:4 / 5라운드)
  - 2세트 : 아이템전 (4:4 / 5라운드)
  - 3세트 : 1:1 스피드전 / 1라운드
- 카트 바디
  - 스피드전: 코튼 9, 프로토 9, 버스트 9, 솔리드9, 로디 노벰버, 티라노 9, 트라칸 9
  - 아이템전: 곰신 9, 루루9, 뉴 드래고니아, 애벌레, 파라오 HT, 루돌프 9, 호랑이
- 장소 : 신도림 TG e스타디움
- 경기는 각 레이싱팀별 16강 토너먼트로 진행되며, 최종 승리한 팀이 해당 레이싱팀 이름을 가져감.

#### 트랙 (예선)

##### 1세트 (스피드전)
| - 비치 해변 드라이브 - 포레스트 대관령 - WKC 브라질 서킷 | - 차이나 서안 병마용 - 노르테유 익스프레스 |

##### 2세트 (아이템전)
| - 광산 보석 채굴장 - 공동묘지 유령의 계곡 - 동화 카드왕국의 미로 | - 팩토리 핀저의 위험한 적재소 - 아이스 신나는 하프파이프 |

##### 3세트 (스피드전)
- 노르테유 익스프레스

### 본선
- 기간 : 2015년 8월 1일 ~ 2015년 10월 10일 (10주) (9월 26일 추석 연휴 제외)
- 방송 시간 : 매주 토요일 오후 6시
- 리그 방식
  - 8강 : 3세트 / 5라운드 / 조별 풀리그
  - 4강 ~ 결승전 : 3세트 / 7라운드 / 토너먼트

- 장소 : 강남 넥슨 아레나[3]

## 특이사항
- 이전의 SPO TV 게임즈의 카트라이더 리그와 달리, 팀을 선수들이 직접 구성하여, 신청한다. 이전의 경우에는, 선수 개인이 신청하여, 팀에 배정되는 방식이었다. 이로 인해, 과거에는 팀의 밸런스를 맞췄지만, 이번 리그에서는 팀들의 밸런스가 맞지 않는 결과를 초래하였다.
- 문호준(인디고) 선수의 리그 복귀 (899일 만의 복귀)
- 리그 우승 7회 문호준, 그 외 다수의 리그 준우승 경험이 있는 전대웅, 원년멤버 장진형과 강석인 선수 등이 포함된 인디고 팀에 밸런스가 편향되었다는 논란이 있다.
- 문호준 선수의 통산 14회 결승진출 달성
- 아이템전 선수를 따로 뽑지 않게 되면서, 기존 스피드전 1, 2라운드의 3:3 경기가 4:4로 변경이 됐다. (4강 이후는, 1, 2, 3라운드에서 3:3 이었던 경기가 4:4가 되었다) 이로 인해, 아이템전에 강하던 선수들의 부담이 늘어났다.[4]
- 4강 이후의 경기에서 3세트가 기존 3라운드 2선승제(1라운드 4:4아이템,2라운드 4:4스피드,3라운드 1:1스피드 개인전)에서 1대1 스피드전 개인전 1라운드제로 바뀌었다.
- 이은택 선수의 리그 3연패
- JIU엔진의 드래프트 효과로 인해 문호준이 유영혁에게 0.005초 차이로 결승전에서 패하는 대 이변이 일어났다.
- 디펜딩 챔피언 한주성의 PC방예선 탈락. 여담으로 디펜딩 챔피언이 불참을 제외하고 그 바로 다음 리그 본선에 진출하지 못한 사례는 이 사례가 유일하다. 대회 우승자가 우승 후에 예선탈락을 맛본 사례는 있었으나(3차 리그 우승자 한창민이 5차 리그에서, 16차 리그 우승자 박현호가 배틀 로얄 리그에서 각각 PC방예선 탈락을 당하였다.) 우승한 바로 다음 리그에서 예선탈락을 한 경우는 처음.

## 트랙
- 선정 방식 : 경기를 진행하는 각 팀마다 한 맵을 밴을 하여, 7개의 맵을 선택하게 되며, 7전 4선승제로 진행한다. 3세트에서는 스피드전 맵이 랜덤 선택된다.(단 8강은 각 팀마다 두 맵을 밴 5전3선승제로 진행)

### 스피드전
| - 광산 꼬불꼬불 다운힐 - 포레스트 대관령 - 아이스 부서진 빙산 - WKC 브라질 서킷 - 노르테유 익스프레스 | - 차이나 서안 병마용 - 대저택 은밀한 지하실 - 비치 해변 드라이브 - 쥐라기 공룡 전투장 - 쥐라기 공룡섬 대모험 |

### 아이템전
| - 차이나 상해 동방명주 - 아이스 신나는 하프파이프 - 브로디 거대한 에너지 생산기 - 광산 뽀글뽀글 용암굴 - 포레스트 버섯동굴 | - 광산 보석 채굴장 - 님프 요정 마을의 초대 - 공동묘지 유령의 계곡 - 쥐라기 아슬아슬 화산 점프 - 쥐라기 디노 마을의 초대 |

## 상금
- 총 상금 : 6200만원

팀 상금은 해당 팀에게 지급되며, 선수 상금은 각 팀의 선수들에게 지급된다.

### 선수 상금
- 1위 : 2400만원
- 2위 : 1200만원
- 3위 : 800만원

### 팀 상금
- 우승 : 1000만원
- 준우승 : 500만원
- 3위 : 300만원

## 참가선수
| 그룹        | 팀명              | 감독   | 매니저 | 선수                           |
| ----------- | ----------------- | ------ | ------ | ------------------------------ |
| 슈퍼 레이스 | CJ레이싱          | 김동은 | 최별하 | 이재인, 신동이, 박건웅, 문민기 |
| 슈퍼 레이스 | Team 106          | 정연일 | 엄지아 | 조성제, 유영혁, 김승태, 이은택 |
| 슈퍼 레이스 | E-Rain            | 안정환 | 신혜리 | 박인수, 김은찬, 임성준, 박지호 |
| 슈퍼 레이스 | 그리핀            | 조항진 | 민시아 | 문한웅, 이준용, 김경수, 문진형 |
| KSF         | 유베이스 알스타즈 | 이동훈 | 한세린 | 박준혁, 최영훈, 이다빈, 박천원 |
| KSF         | 범스 레이싱       | 한수지 | 오아희 | 조다훈, 권순민, 박창규, 유관영 |
| KSF         | 알앤더스          | 임두연 | 이지민 | 신현준, 정승민, 김성현, 최유성 |
| KSF         | 쏠라이트 인디고   | 서주원 | 이윤희 | 문호준, 장진형, 전대웅, 강석인 |

## 이벤트전
- 시간 : 10월 3일 오후 6시 ~ 7시
- 참가 선수
  - 올스타팀 : 문호준, 유영혁, 이재인, 박준혁(4강 각 팀의 에이스)
  - BJ팀 : 김진희, 김택환, 형독(박민수), 솔라
- 경기 결과 : 4:3 (올스타:BJ)

## 리그 본선

### 8강 조별 풀리그

#### A조(슈퍼 레이스 그룹)
- 1위 : CJ레이싱 (3승 0패)
- 2위 : Team 106 (2승 1패)
- 3위 : 그리핀 (1승 2패)
- 4위 : E-Rain (0승 3패)

#### B조(KSF 그룹)
- 1위 : 쏠라이트 인디고 (3승 0패)
- 2위 : 유베이스 알스타즈 (2승 1패)
- 3위 : 범스레이싱 (1승 2패)
- 4위 : 알앤더스 (0승 3패)

굵은 글씨는 4강 진출

### 4강 이후
|  | 준결승전          | 준결승전        |         |   | 결승전 | 결승전 |
|  |                   |                 |         |   |        |        |
|  | 슈퍼레이스        |                 |         |   |        |        |
|  |                   |                 |         |   |        |        |
|  | CJ레이싱          | 1               |         |   |        |        |
|  | CJ레이싱          | 1               |         |   |        |        |
|  | Team 106          | 2               |         |   |        |        |
|  | Team 106          | 2               | Team106 | 2 |        |        |
|  | KSF               |                 | Team106 | 2 |        |        |
|  |                   | 쏠라이트 인디고 | 1       |   |        |        |
|  | 쏠라이트 인디고   | 쏠라이트 인디고 | 1       | 2 |        |        |
|  | 쏠라이트 인디고   |                 |         | 2 |        |        |
|  | 유베이스 알스타즈 | 0               |         |   |        |        |
|  | 유베이스 알스타즈 | 0               |         |   |        |        |

## 대회 결과
- 우승 : Team 106
- 준우승 : 쏠라이트 인디고
- 3위 : 유베이스 알스타즈
- 4위 : CJ레이싱

## 중계진
- 캐스터 : 성승헌
- 해설 :  정준, 김대겸